# Desa Paseyan (administrativ by i Indonesien, lat -6,87, long 111,64)
Desa Paseyan är en administrativ by i Indonesien.   Den ligger i provinsen Jawa Timur, i den västra delen av landet, 500 km öster om huvudstaden Jakarta.